# Tihomir Buinjac
Tihomir Buinjac; (* 28. Februar 1974 in Luzern, Schweiz) ist ein ehemaliger kroatischer Sprinter, der sich auf den 100-Meter-Lauf spezialisiert hatte und daneben über die 200 Meter und in der 4-mal-100-Meter-Staffel an internationalen Leichtathletikwettkämpfen teilnahm.

## Karriere

### Olympische Spiele
Sein größter Erfolg war die Teilnahme an den Olympischen Spielen 2000 in Sydney mit der aus 88 Athleten bestehenden kroatischen Delegation. Den olympischen Wettkampf mit der 4-mal-100-Meter-Staffel absolvierte er am 29. September 2000 im Olympiastadion zusammen mit Slaven Krajačić, Dejan Vojnović und Siniša Ergotić im fünften Vorrundenlauf und einer Gesamtzeit von 39,87 s. Mit diesem Ergebnis erreichten sie den sechsten Platz und er schied vorzeitig aus dem Wettkampf aus.

## Persönliche Bestleistungen
Alle Werte von World Athletics.
- 100 m: 12,57 s 24. Juli 1999, Split
- 200 m: 21,59 s, 29. Juni 2001, Velenje
- 4 × 100 m Staffel: 39,76 s, 29. Juli 2000, Zagreb